# Øresundsvejskvarteret
Øresundsvejskvarteret er et område på Amager med cirka 13.000 indbyggere.
Kvarteret er afgrænset af gaderne Amagerbrogade, Brysselgade/Frankrigsgade/Wittenberggade, Kastrupvej og Elbagade. Således spænder bebyggelse og befolkning vidt, fra de typiske to-værelses studenterlejligheder i den nordlige ende, over større andelslejligheder i midten, til familieboliger i den sydlige del.
Kvarteret er afgrænset af Københavns Kommune i forbindelse med områdefornyelsen, der blandt andet medfører en revitalisering af kulturhuset Amager Bio.

## Fodnoter
1. ↑  http://www.oresundsvej.dk/fileadmin/user_upload/pdf-filer/Borgeravis-november2004.pdf (Webside+ikke+længere+tilgængelig) Avis fra Københavns Kommune om Øresundsvejkvarteret Områdefornyelse